# Kullaberg
Kullaberg est un horst située dans la péninsule de Kullen, en Scanie, dans le Sud de la Suède, dans la commune d'Höganäs, près du village de Mölle. Le horst se trouve dans l'alignement du horst de Söderåsen, et comme lui, sa formation est liée aux failles de la zone de Tornquist. Le point culminant du horst est Håkull, avec une altitude de 188 m. La zone est protégée par les réserves naturelles de Västra Kullaberg et Östra Kullaberg. Ce horst est caractérisé par une importante biodiversité, en particulier au niveau de l'avifaune, et est d'ailleurs classé zone importante pour la conservation des oiseaux.